# نيابة عامة
النيابة العامة مصطلح شيعي وهو بمعنى: أنه لم يُعَرّف الإمام الثّاني عشر للشّيعة (المهدي) بعد وفاة نائبه الرابع من النوّاب الخاصّة سنة 329 ق. نائبا آخر، فانقطع بهذه الصورة كل العلاقات المستقيمة بين الإمام مع الناس وانتهى عصر الوكالة والنيابة المستقيمة عن المهدي. حسب الروايات المنقولة حول عصر الغيبة وفي ضمنها روايات مروية عن المهدي ، التي تصرح بنيابة العلماء والفقهاء عن المهدي  لأنه يوصي شيعته بالرجوع إليهم في أمورهم الدينية والدنيوية. وقيد العام في النيابة العامة هو في مقابل الخاصة وبمعنى أنه بعد النيابة الخاصة لذلك النواب الأربعة لا يكون لأحد نيابة خاصة عن الإمام ؛ بل إن الفقهاء الذين تجتمع فيهم الشروط والمواصفات المذكورة للنيابة العامة لديهم، هم النواب العامة عن المهدي .